# Bedemgrad
Bedemgrad (Gradina, Našička ruševina, Našička razvalina) je utvrđeni grad u Hrvatskoj.

## Smještaj
Nalazi se na 407 metara nadmorske visine na vulkanskoj hridini (na andezitima), na planini Krndiji nedaleko Našica u Osječko-baranjskoj županiji. Ispod Bedemgrada se nalazi selo Gradac Našički i državna cesta D53 Našice- Slavonski Brod.

## Povijest
Na mjestu ovog grada su nađeni ostatci iz starorimskog doba (zavjetne are, predmeti koji su pripadali II. rimskoj legiji). Na prostoru ispod Bedemgrada prolazi cestovna prometnica iz starog vijeka. Povjesničari pretpostavljaju da je povezivala Incero (kod Požege) sa Stravianisom (Našicama) i Mursom (Osijekom).
S 14. stoljećem je na ovom mjestu izgrađen utvrđeni grad Bedemgrad. Kroz povijest ovaj je grad promijenio nekoliko vlasnika. Prva je bila Ugarska plemićka obitelj Aba-Khan. Nakon njih su njime gospodarile plemenitaške obitelji Lackovići, Gorjanski i Iločki. Kad su Turci osvajali Europu, i ovaj hrvatski kraj je pao pod njihovu vlast. Ovaj su utvrđeni grad zauzeli 1541. godine. Osmanske vlasti ne gospodare gradom kvalitetno i od tog vremena propada.

## Osobine
Kod ulaza se nalazila velika ulazna kula, koja se je uspjela sačuvati do danas. Znanstvenici pretpostavljaju da je bila šestorazinska. Osebujna je u cijeloj kontinentalnoj Hrvatskoj po svojim strijelnicama, koje su također sačuvane.
Oko ovog grada se pružao obrambeni zid, od kojeg se očuvao tek manji dio. S vanjske strane su kao dio obrambenog sustava bila dva prstena gradskih graba.

## Vanjske poveznice
- Krndija i Papuk Fotografije